# William Patry
Pour les articles homonymes, voir Patry.
William Patry, né en 1946 à Nyon et mort le 14 septembre 2009, est un musicien, physiothérapeute et organisateur de concert vaudois.

## Biographie
Après une initiation musicale classique au violon, William Patry se tourne vers le jazz dès sa première écoute, dans le salon familial. Le virus s'installe définitivement lorsque la mère d'un de ses amis l'emmène au concert de Louis Armstrong, à Genève, en 1954. Après un passage au Conservatoire de musique de Genève pour étudier les percussions, William Patry entame des études de physiothérapie avant de voyager en Espagne, puis aux États-Unis, patrie du jazz. Physiothérapeute de métier, il consacre l'entier de son temps libre à sa passion pour la musique. 
Dès 1974, il organise en effet son premier concert de jazz à la Serine à Gland : Jean-François Boillat, le Therace Quintet et le trompettiste Benny Bailey connaissent un succès qui lance la vocation d'organisateur de concert de William Patry. Une salle trop petite et la volonté de rassembler les publics genevois et lausannois autour du jazz le conduisent à créer, avec Luc Magnenat, Pierre Händle, et Olivier Bally, l'association Nyon-Jazz, en 1975. Rapidement efficace, l'association crée un festival éponyme qui, de 1976 à 1986, fait de cette ville un haut lieu de la culture jazz en Suisse. La première édition a lieu à l'Aula du Collège de Nyon, et réunit, notamment, Pascal Auberson, Hannibal, Marvin Peterson et le Sunrise Orchestra. Le festival réussit même à attirer quelques grands noms, comme les frères Heath, Charlie Mingus ou Cecil Taylor. Ce succès précoce lui permet de déménager, en 1982, dans la nouvelle salle de concert de l'Usine à Gaz, espérant même un temps concurrencer Montreux. Le financement aléatoire, l'organisation informelle, tout comme l'augmentation de l'offre culturelle annoncent pourtant le déclin du festival dès 1984. William Patry continue à organiser ponctuellement des concerts, comme en 1991 lorsqu'il présente le tout dernier concert du BBFC de ses amis Léon Francioli et Jean-François Bovard.
Particulièrement actif dans la vie culturelle et artistique de la ville de Nyon, il est également président de l'association Public Deux et vice président de l'association ArtNyon. Il a enfin siégé comme membre de la commission aux affaires culturelles de la Ville de Nyon.
Un fonds William Patry est déposé aux Archives musicales de la Bibliothèque cantonale et universitaire - Lausanne.

## Sources
- « William Patry », sur la base de données des personnalités vaudoises sur la plateforme « Patrinum » de la Bibliothèque cantonale et universitaire de Lausanne.
- "Promotion du jazz dans la région: nouvelle association créée", Tribune de Lausanne, 1976/04/08
- Grandjean, P., "Un festival de jazz", 24 Heures, 1976/06/11
- Dormond, Xavier, "Culture nyonnaise sur la sellette: le syndrome de l'inaction", 24 Heures, 1988/03/18
- "Un prix du disque ravive le souvenir de Jazz-Nyon", 24 Heures, 2009/02/24, p. 30
- Merz, Yves, "Le souvenir de William Patry restera lié à Jazz Nyon", 24 Heures 2009/09/17, p. 37
- Patry, William, Jazz-ries, édité par Baudat, Hélène, d'après le manuscrit original, Nyon, 2011.